# Rheum wittrockii
Rheum wittrockii là một loài thực vật có hoa trong họ Rau răm. Loài này được C.E. Lundstr. miêu tả khoa học đầu tiên năm 1914.